# Pleystein
Pleystein é uma cidade da Alemanha localizado no distrito de Neustadt an der Waldnaab, região administrativa de Oberpfalz, estado da Baviera.
A cidade de Pleystein é membro e sede do Verwaltungsgemeinschaft de Pleystein.